# Tre Deckare löser Spindelns gåta
Alfred Hitchcock och Tre deckare löser Spindelns gåta (originaltitel Alfred Hitchcock and the Three Investigators in The mystery of the Silver Spider) är den åttonde boken i den fristående Tre deckare-serien. Boken är skriven av Robert Arthur 1967. Den utgavs i Sverige på svenska 1970 av B. Wahlströms bokförlag med översättning av Lasse Mattsson.

## Handling
Tre Deckare träffar Furst Djaro (i svenska översättningen felaktigt kallad Prins) av Varanien och blir inbjudna att delta vid hans kröning i det lilla - uppdiktade - europeiska furstendömet. Väl där får de veta att ett av landets regalier, en liten silverspindel, har blivit stulen och Tre Deckare blir ombedda att hjälpa till att hitta den. 

## Övrigt
- Mysteriet med Spindeln är enda gången som Tre Deckare lämnar USA i originalserien. Det händer fler gånger i den tyska serien.
- I den tyska versionen har alla namn ändrats till svenska och historien utspelas i den svenska kolonin Magnusstad i Texas.